# Serie A2 2016-2017 (pallanuoto maschile)
La Serie A2 2016-2017 è stata la 33ª edizione di questo torneo, che dal 1984-1985 rappresenta il secondo livello del campionato italiano maschile di pallanuoto.
La prima fase del campionato si è aperta il 26 novembre 2016 e si è conclusa il 27 maggio 2017. La fase play-off è poi iniziata il 31 maggio per concludersi il 5 luglio con la gara 3 della finale promozione, mentre gli spareggi play-out si sono disputati il 10 e il 14 giugno.
Tra le 24 squadre partecipanti, le due retrocesse dalla Serie A1 sono Florentia e Sori; le quattro squadre promosse dalla Serie B sono: Brescia Waterpolo, Vela Ancona, Latina Pallanuoto e Waterpolo Bari.
La Rari Nantes Latina, che nella stagione precedente di Serie A2 si era classificata al nono posto, trasferisce invece il proprio titolo sportivo a Frosinone, mutando pertanto la propria denominazione in Rari Nantes Frosinone.

## Squadre partecipanti

### Girone Nord
| Club              | Città                  | Piscina                          | Stagione 2015-2016                                     |
| ----------------- | ---------------------- | -------------------------------- | ------------------------------------------------------ |
| Brescia           | Brescia                | Centro Natatorio Mompiano        | 1ª nel girone 2 di Serie B; promossa ai play-off       |
| Camogli           | Camogli (GE)           | Piscina Comunale "Giuva Baldini" | 3ª nel girone Nord di Serie A2; semifinalista play-off |
| Chiavari          | Chiavari (GE)          | Piscina Mario Ravera             | 9ª nel girone Nord di Serie A2; ripescata              |
| Crocera Stadium   | Genova                 | Piscina Lago Figoi               | 7ª nel girone Nord di Serie A2                         |
| Florentia         | Firenze                | Piscina Goffredo Nannini         | 13ª in Serie A1; retrocessa ai play-out                |
| Imperia           | Imperia                | Piscina Felice Cascione          | 6ª nel girone Nord di Serie A2                         |
| Lavagna '90       | Lavagna (GE)           | Piscina Comunale                 | 4ª nel girone Nord di Serie A2; semifinalista play-off |
| Plebiscito Padova | Padova                 | Centro Sportivo Plebiscito       | 8ª nel girone Nord di Serie A2                         |
| President Bologna | Bologna                | Piscina Carmen Longo             | 5ª nel girone Nord di Serie A2                         |
| Promogest         | Quartu Sant'Elena (CA) | Centro Nuoto                     | 10ª nel girone Sud di Serie A2; salva ai play-out      |
| Sori              | Sori (GE)              | Piscina Comunale                 | 14ª in Serie A2                                        |
| Vela Ancona       | Ancona                 | Piscina del Passetto             | 2ª nel girone 2 di Serie B; promossa ai play-off       |

### Girone Sud
| Club            | Città                  | Piscina                               | Stagione 2015-2016                                    |
| --------------- | ---------------------- | ------------------------------------- | ----------------------------------------------------- |
| 7 Scogli        | Siracusa               | Piscina Paolo Caldarella              | 6ª nel girone Sud di Serie A2                         |
| Arechi          | Salerno                | Piscina Simone Vitale                 | 4ª nel girone Sud di Serie A2; semifinalista play-off |
| Bari            | Bari                   | Stadio del Nuoto                      | 1ª nel girone 3 di Serie B; promossa ai play-off      |
| Catania         | Catania                | Piscina "Francesco Scuderi"           | 5ª nel girone Sud di Serie A2                         |
| Civitavecchia   | Civitavecchia (RM)     | Stadio del Nuoto "Marco Galli"        | 2ª nel girone Sud di Serie A2; finalista play-off     |
| Frosinone       | Frosinone              | Piscina Centro Federale               | 9ª nel girone Sud di Serie A2; salva ai play-out      |
| Latina          | Latina                 | Piscina Comunale (Anzio, RM)          | 2ª nel girone 3 di Serie B; promossa ai play-off      |
| Muri Antichi    | Tremestieri Etneo (CT) | Piscina "Francesco Scuderi" (Catania) | 8ª nel girone Sud di Serie A2                         |
| Olympic Roma    | Roma                   | Foro Italico - Piscina dei "Mosaici"  | 11ª nel girone Sud di Serie A2; salva ai play-out     |
| Roma Nuoto      | Roma                   | Foro Italico - Piscina dei "Mosaici"  | 1ª nel girone Sud di Serie A2; finalista play-off     |
| Salerno         | Salerno                | Piscina Simone Vitale                 | 3ª nel girone Sud di Serie A2; semifinalista play-off |
| Telimar Palermo | Palermo                | Piscina Olimpica Comunale             | 7ª nel girone Sud di Serie A2                         |

## Regular Season

### Girone Nord

#### Classifica
|  |     | Regular season 2016-2017 | Pti | G  | V  | N | P  | GF  | GS  | DR  |
|  | --- | ------------------------ | --- | -- | -- | - | -- | --- | --- | --- |
|  | 1.  | Imperia                  | 55  | 22 | 18 | 1 | 3  | 213 | 145 | +68 |
|  | 2.  | Florentia                | 55  | 22 | 18 | 1 | 3  | 240 | 159 | +81 |
|  | 3.  | Lavagna '90              | 42  | 22 | 13 | 3 | 6  | 186 | 159 | +27 |
|  | 4.  | Promogest                | 42  | 22 | 13 | 3 | 6  | 207 | 168 | +39 |
|  | 5.  | Camogli                  | 32  | 22 | 10 | 2 | 10 | 195 | 182 | +13 |
|  | 6.  | President Bologna        | 31  | 22 | 10 | 1 | 11 | 163 | 155 | +8  |
|  | 7.  | Plebiscito Padova        | 28  | 22 | 9  | 1 | 12 | 182 | 208 | -26 |
|  | 8.  | Vela Ancona              | 24  | 22 | 7  | 3 | 12 | 156 | 187 | -31 |
|  | 9.  | Crocera Stadium          | 24  | 22 | 7  | 3 | 12 | 151 | 183 | -32 |
|  | 10. | Chiavari                 | 23  | 22 | 7  | 2 | 13 | 150 | 176 | -26 |
|  | 11. | Sori                     | 16  | 22 | 5  | 1 | 16 | 158 | 214 | -56 |
|  | 12. | Brescia                  | 12  | 22 | 3  | 3 | 16 | 149 | 214 | -65 |

#### Calendario e risultati
| 26-11-16 | 1ª giornata                     | 04-03-17 |
| 12-8     | Promogest - Sori                | 13-8     |
| 11-14    | Crocera Stadium - Florentia     | 4-8      |
| 7-12     | Vela Ancona - President Bologna | 8-5      |
| 12-9     | Imperia - Camogli               | 10-8     |
| 9-15     | Brescia - Plebiscito Padova     | 5-8      |
| 8-9      | Chiavari - Lavagna '90          | 8-8      |

| 17-12-16 | 4ª giornata                   | 25-03-17 |
| 15-6     | Promogest - Plebiscito Padova | 9-8      |
| 6-12     | Vela Ancona - Florentia       | 7-13     |
| 10-7     | Brescia - Chiavari            | 7-8      |
| 12-9     | Sori - Camogli                | 8-13     |
| 6-3      | Imperia - President Bologna   | 9-6      |
| 6-6      | Crocera Stadium - Lavagna '90 | 10-8     |

| 28-1-17 | 7ª giornata                 | 22-04-17 |
| 5-10    | Chiavari - Promogest        | 10-10    |
| 9-4     | Imperia - Vela Ancona       | 8-9      |
| 8-5     | Brescia - Crocera Stadium   | 9-9      |
| 9-8     | Plebiscito Padova - Camogli | 7-6      |
| 12-2    | President Bologna - Sori    | 5-7      |
| 14-9    | Lavagna '90 - Florentia     | 3-5      |

| 18-2-17 | 10ª giornata                          | 13-05-17 |
| 13-8    | Promogest - Crocera Stadium           | 4-6      |
| 9-6     | Lavagna '90 - Vela Ancona             | 7-6      |
| 18-10   | Florentia - Brescia                   | 16-3     |
| 8-10    | Plebiscito Padova - President Bologna | 6-7      |
| 5-8     | Sori - Imperia                        | 7-12     |
| 11-7    | Camogli - Chiavari                    | 8-5      |

| 03-12-16 | 2ª giornata                  | 11-03-17 |
| 6-7      | Promogest - Florentia        | 7-10     |
| 7-8      | Vela Ancona - Sori           | 12-7     |
| 5-8      | Brescia - Lavagna '90        | 6-7      |
| 14-6     | Imperia - Plebiscito Padova  | 10-11    |
| 7-16     | Crocera Stadium - Camogli    | 9-12     |
| 9-8      | Chiavari - President Bologna | 5-3      |

| 14-01-17 | 5ª giornata                  | 01-04-17 |
| 6-7      | Promogest - Florentia        | 7-10     |
| 7-8      | Vela Ancona - Sori           | 12-7     |
| 5-8      | Brescia - Lavagna '90        | 6-7      |
| 14-6     | Imperia - Plebiscito Padova  | 10-11    |
| 7-16     | Crocera Stadium - Camogli    | 9-12     |
| 9-8      | Chiavari - President Bologna | 5-3      |

| 04-02-17 | 8ª giornata                     | 29-04-17 |
| 12-7     | Promogest - Brescia             | 9-8      |
| 7-7      | Vela Ancona - Plebiscito Padova | 8-13     |
| 6-5      | Florentia - President Bologna   | 13-8     |
| 3-8      | Sori - Chiavari                 | 8-9      |
| 4-7      | Crocera Stadium - Imperia       | 5-11     |
| 11-10    | Camogli - Lavagna '90           | 7-13     |

| 25-02-17 | 11ª giornata                    | 27-05-17 |
| 8-9      | Chiavari - Plebiscito Padova    | 12-7     |
| 6-9      | Vela Ancona - Promogest         | 7-15     |
| 9-8      | Imperia - Florentia             | 10-9     |
| 11-8     | Crocera Stadium - Sori          | 7-5      |
| 4-11     | President Bologna - Lavagna '90 | 10-6     |
| 8-9      | Brescia - Camogli               | 7-6      |

| 10-12-16 | 3ª giornata                         | 18-03-17 |
| 7-2      | Camogli - Promogest                 | 9-13     |
| 6-5      | Chiavari - Vela Ancona              | 4-6      |
| 14-9     | Florentia - Sori                    | 15-13    |
| 12-8     | Plebiscito Padova - Crocera Stadium | 4-8      |
| 12-5     | President Bologna - Brescia         | 6-5      |
| 8-9      | Lavagna '90 - Imperia               | 7-11     |

| 21-01-17 | 6ª giornata                   | 08-04-17 |
| 6-5      | Crocera Stadium - Chiavari    | 6-5      |
| 10-11    | Promogest - President Bologna | 8-7      |
| 6-5      | Vela Ancona - Camogli         | 5-12     |
| 12-4     | Florentia - Plebiscito Padova | 12-6     |
| 3-11     | Sori - Lavagna '90            | 5-7      |
| 10-3     | Imperia - Brescia             | 12-5     |

| 11-02-17 | 9ª giornata                     | 06-05-17 |
| 8-8      | Imperia - Promogest             | 8-10     |
| 5-5      | Crocera Stadium - Vela Ancona   | 6-7      |
| 6-6      | President Bologna - Camogli     | 7-8      |
| 10-8     | Lavagna '90 - Plebiscito Padova | 11-10    |
| 6-7      | Brescia - Sori                  | 6-6      |
| 4-11     | Chiavari - Florentia            | 7-11     |

### Girone Sud

#### Classifica
|  |     | Regular season 2016-2017 | Pti | G  | V  | N | P  | GF  | GS  | DR   |
|  | --- | ------------------------ | --- | -- | -- | - | -- | --- | --- | ---- |
|  | 1.  | Roma Nuoto               | 55  | 22 | 18 | 1 | 3  | 274 | 172 | +102 |
|  | 2.  | Catania                  | 52  | 22 | 17 | 1 | 4  | 266 | 190 | +76  |
|  | 3.  | Salerno                  | 50  | 22 | 16 | 2 | 4  | 243 | 175 | +68  |
|  | 4.  | Arechi                   | 43  | 22 | 14 | 1 | 7  | 244 | 186 | +58  |
|  | 5.  | Latina                   | 39  | 22 | 12 | 3 | 7  | 183 | 176 | +7   |
|  | 6.  | Bari                     | 38  | 22 | 12 | 2 | 8  | 224 | 214 | +10  |
|  | 7.  | Muri Antichi             | 34  | 22 | 11 | 1 | 10 | 207 | 208 | -1   |
|  | 8.  | Telimar Palermo          | 30  | 22 | 10 | 0 | 12 | 202 | 195 | +7   |
|  | 9.  | Civitavecchia            | 25  | 22 | 8  | 1 | 13 | 208 | 204 | +4   |
|  | 10. | Frosinone                | 12  | 22 | 4  | 0 | 18 | 148 | 231 | -83  |
|  | 11. | Olympic Roma             | 7   | 22 | 2  | 1 | 19 | 197 | 265 | -68  |
|  | 12. | 7 Scogli                 | 4   | 22 | 1  | 1 | 20 | 110 | 290 | -180 |

#### Calendario e risultati
| 26-11-16 | 1ª giornata                | 03/04-03-17 |
| 4-8      | Telimar - Bari             | 10-11       |
| 12-6     | Arechi - Muri Antichi      | 13-12       |
| 7-6      | Catania - Salerno          | 7-12        |
| 8-13     | Civitavecchia - Roma Nuoto | 6-11        |
| 7-7      | 7 Scogli - Roma 2007       | 5-10        |
| 4-7      | Frosinone - Latina         | 5-7         |

| 17-12-16 | 4ª giornata               | 25-03-17 |
| 9-2      | Salerno - Telimar         | 8-11     |
| 14-9     | Roma Nuoto - Muri Antichi | 10-7     |
| 8-10     | Latina - Catania          | 10-10    |
| 7-14     | Bari - Arechi             | 5-10     |
| 3-9      | 7 Scogli - Frosinone      | 9-5      |
| 5-13     | Roma 2007 - Civitavecchia | 5-11     |

| 28-01-17 | 7ª giornata               | 22-04-17 |
| 16-9     | Arechi - Telimar          | 13-10    |
| 12-12    | Latina - Salerno          | 4-12     |
| 10-8     | Civitavecchia - Frosinone | 9-10     |
| 13-13    | Roma Nuoto - Bari         | 9-11     |
| 12-11    | Muri Antichi - Roma 2007  | 9-7      |
| 22-5     | Catania - 7 Scogli        | 15-5     |

| 18-02-17 | 10ª giornata             | 13-05-17 |
| 2-7      | Frosinone - Muri Antichi | 10-11    |
| 9-10     | Civitavecchia - Catania  | 9-14     |
| 5-12     | 7 Scogli - Latina        | 5-8      |
| 6-12     | Telimar - Roma Nuoto     | 14-10    |
| 7-8      | Roma 2007 - Bari         | 14-16    |
| 10-14    | Arechi - Salerno         | 6-7      |

| 03-12-16 | 2ª giornata            | 11-03-17 |
| 9-3      | Salerno - 7 Scogli     | 12-4     |
| 17-8     | Bari - Frosinone       | 9-8      |
| 7-6      | Latina - Civitavecchia | 9-14     |
| 6-7      | Roma 2007 - Telimar    | 8-16     |
| 5-15     | Muri Antichi - Catania | 9-10     |
| 14-9     | Roma Nuoto - Arechi    | 8-9      |

| 14-01-17 | 5ª giornata              | 01-04-17 |
| 14-9     | Catania - Bari           | 11-13    |
| 15-2     | Civitavecchia - 7 Scogli | 11-6     |
| 15-5     | Roma nuoto - Salerno     | 12-11    |
| 7-8      | Frosinone - Telimar      | 12-6     |
| 12-13    | Muri Antichi - Latina    | 5-8      |
| 15-8     | Arechi - Roma 2007       | 13-12    |

| 04-02-17 | 8ª giornata             | 29-04-17 |
| 5-9      | 7 Scogli - Muri Antichi | 12-21    |
| 7-16     | Frosinone - Arechi      | 6-11     |
| 9-8      | Bari - Latina           | 13-10    |
| 5-12     | Roma 2007 - Roma Nuoto  | 13-18    |
| 8-10     | Telimar - Catania       | 6-13     |
| 14-11    | Salerno - Civitavecchia | 10-8     |

| 25-02-17 | 11ª giornata                 | 27-05-17 |
| 10-9     | Muri Antichi - Civitavecchia | 11-7     |
| 5-8      | Latina - Telimar             | 11-9     |
| 22-5     | Bari - 7 Scogli              | 8-9      |
| 9-5      | Catania - Arechi             | 13-10    |
| 17-7     | Salerno - Roma 2007          | 19-13    |
| 16-5     | Roma Nuoto - Frosinone       | 13-2     |

| 10-12-16 | 3ª giornata            | 18/19/26-03-17 |
| 8-11     | Catania - Roma Nuoto   | 10-15          |
| 10-10    | Civitavecchia - Bari   | 8-9            |
| 12-9     | Frosinone - Roma 2007  | 6-13           |
| 16-5     | Telimar - 7 Scogli     | 8-2            |
| 7-13     | Muri Antichi - Salerno | 9-9            |
| 7-7      | Arechi - Latina        | 2-5            |

| 21-01-17 | 6ª giornata            | 08-04-17 |
| 6-16     | 7 Scogli - Arechi      | 1-19     |
| 7-8      | Latina - Roma Nuoto    | 4-8      |
| 9-8      | Bari - Muri Antichi    | 4-8      |
| 13-14    | Roma 2007 - Catania    | 9-17     |
| 15-7     | Telimar- Civitavecchia | 7-8      |
| 8-4      | Salerno - Frosinone    | 13-7     |

| 11-02-17 | 9ª giornata            | 06-05-17 |
| 16-5     | Roma Nuoto - 7 Scogli  | 16-5     |
| 9-8      | Latina - Roma 2007     | 9-7      |
| 8-13     | Bari - Salerno         | 8-10     |
| 14-4     | Catania - Frosinone    | 13-9     |
| 8-6      | Muri Antichi - Telimar | 12-9     |
| 11-6     | Arechi - Civitavecchia | 7-13     |

## Play-off

### Tabellone 1
|  | Semifinali | Semifinali  | Semifinali  | Semifinali | Semifinali |  |  | Finale  | Finale  | Finale  | Finale | Finale |  |
|  |            |             |             |            |            |  |  |         |         |         |        |        |  |
|  | 1N         | Imperia     | Imperia     | 10         | 4          |  |  |         |         |         |        |        |  |
|  | 4S         | Arechi      | Arechi      | 12         | 5          |  |  | Arechi  | Arechi  | Arechi  | 11     | 9      |  |
|  | 2S         | Catania     | Catania     | 9          | 10         |  |  | Catania | Catania | Catania | 15     | 12     |  |
|  | 3N         | Lavagna '90 | Lavagna '90 | 5          | 5          |  |  |         |         |         |        |        |  |

### Tabellone 2
|  | Semifinali | Semifinali | Semifinali | Semifinali | Semifinali |  |  | Finale     | Finale     | Finale | Finale | Finale |  |
|  |            |            |            |            |            |  |  |            |            |        |        |        |  |
|  | 1S         | Roma Nuoto | Roma Nuoto | 10         | 13         |  |  |            |            |        |        |        |  |
|  | 4N         | Promogest  | Promogest  | 9          | 6          |  |  | Roma Nuoto | Roma Nuoto | 14     | 6      | 8      |  |
|  | 2N         | Florentia  | Florentia  | 12         | 8          |  |  | Florentia  | Florentia  | 13     | 8      | 14     |  |
|  | 3S         | Salerno    | Salerno    | 11         | 7          |  |  |            |            |        |        |        |  |

## Play-out
|                         | Gara 1 | Gara 2 |
| ----------------------- | ------ | ------ |
| Chiavari - Olympic Roma | 8-9    | 7-8    |
| Frosinone - Sori        | 2-4    | 10-12  |

## Verdetti
- Florentia e Catania promosse in Serie A1.
- Chiavari (poi ripescata), Frosinone, Brescia e 7 Scogli retrocesse in Serie B.